# Siquelo
Siquelo (en griego antiguo: Σίκελος) fue un antiguo pintor ático de vasos de estilo de figuras negras de mediados del siglo VI a. C.
Es conocido por su nombre debido a una inscripción ΣΙΚΕΛΟΣ ΕΓΡΑΦΣΕΝ («Siquelo lo pintó») en un ánfora panatenaica, firmada por el alfarero Nicias. Es una de las pocas firmas de pintor en este tipo de vaso. Es el pintor más antiguo conocido de una ánfora panatenaica, ya que está datada circa 560/550 a. C. El ánfora se encontró en Tarento  Como de costumbre en este tipo de ánforas, Atenea se muestra en el frente entre dos columnas. Además, existe la inscripción habitual para tales vasos: ΤΟΝ ΑΘΕΝΕΘΕΝ ΑΘΛΟΝ «([uno] de los premios de Atenas»). En la parte de atrás se ve un grupo de luchadores enmarcado por un entrenador y otro luchador. Dos fragmentos más de ánforas panatenaicas podrían ser asignadas a Siquelo  debido a investigaciones estilísticas. El nombre Siquelo identifica al pintor de vasos como procedente de Sicilia; posiblemente era un meteco (extranjero residente en Atenas).